# Phytomyza anonera
Phytomyza anonera este o specie de muște din genul Phytomyza, familia Agromyzidae, descrisă de Seguy în anul 1951. Conform Catalogue of Life specia Phytomyza anonera nu are subspecii cunoscute.